# Glazunovka
Glazunovka (in russo Глазуновка?) è un insediamento di tipo urbano della Russia europea sudoccidentale, situato nell'oblast' di Orël; è il centro amministrativo del rajon Glazunovskij.
Si trova nel rialto centrale russo, 62 km a sud di Orël.